# 潞安府衙
36°11′14″N 113°06′02″E / 36.18722°N 113.10056°E
潞安府衙位于中国山西省长治市潞州区西街街道上党门社区，城内府城街北端，是古代潞安府的衙署，为长治的标志性建筑物。已列为全国重点文物保护单位。

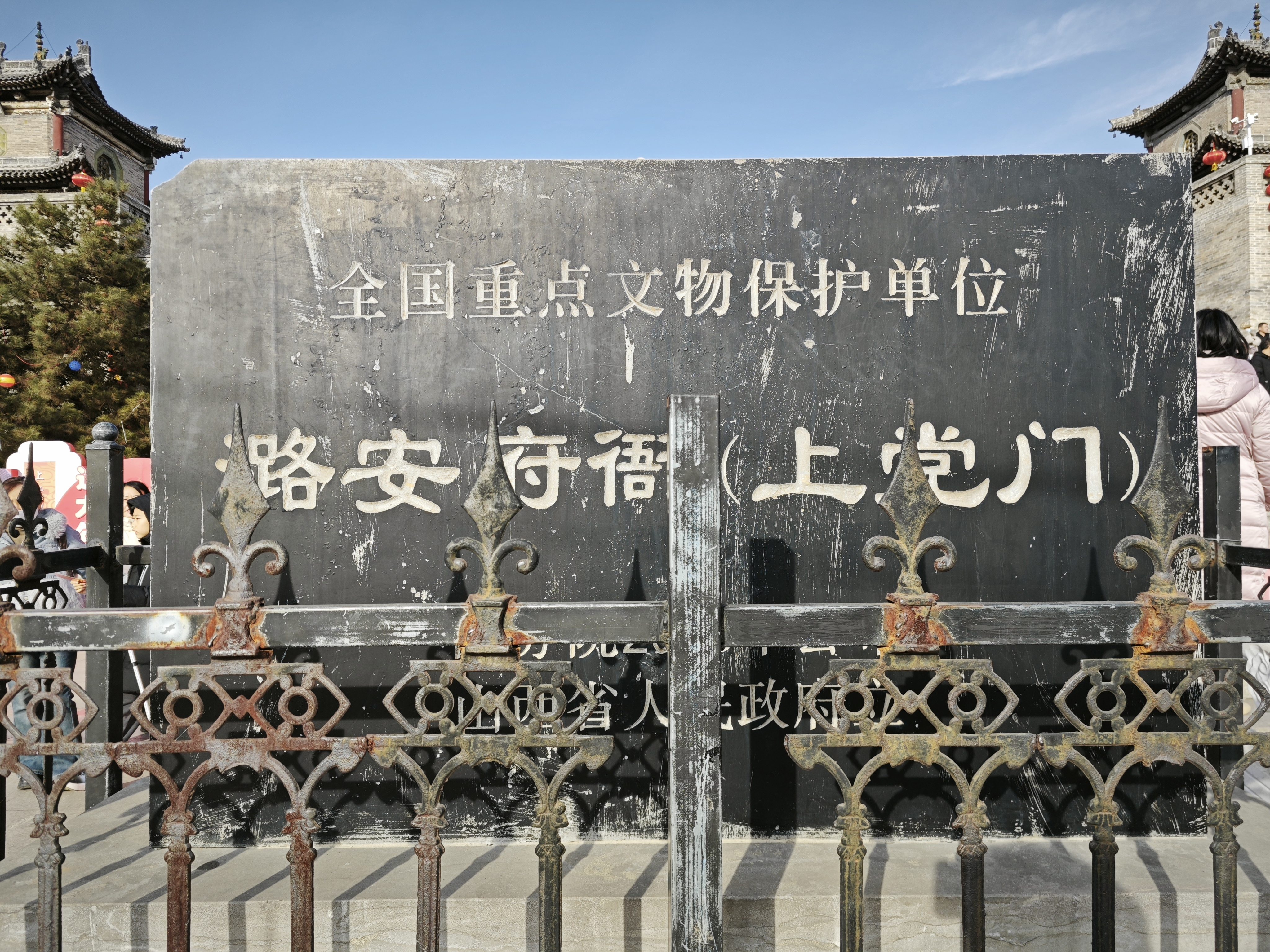
潞安府衙（上党门）文保碑

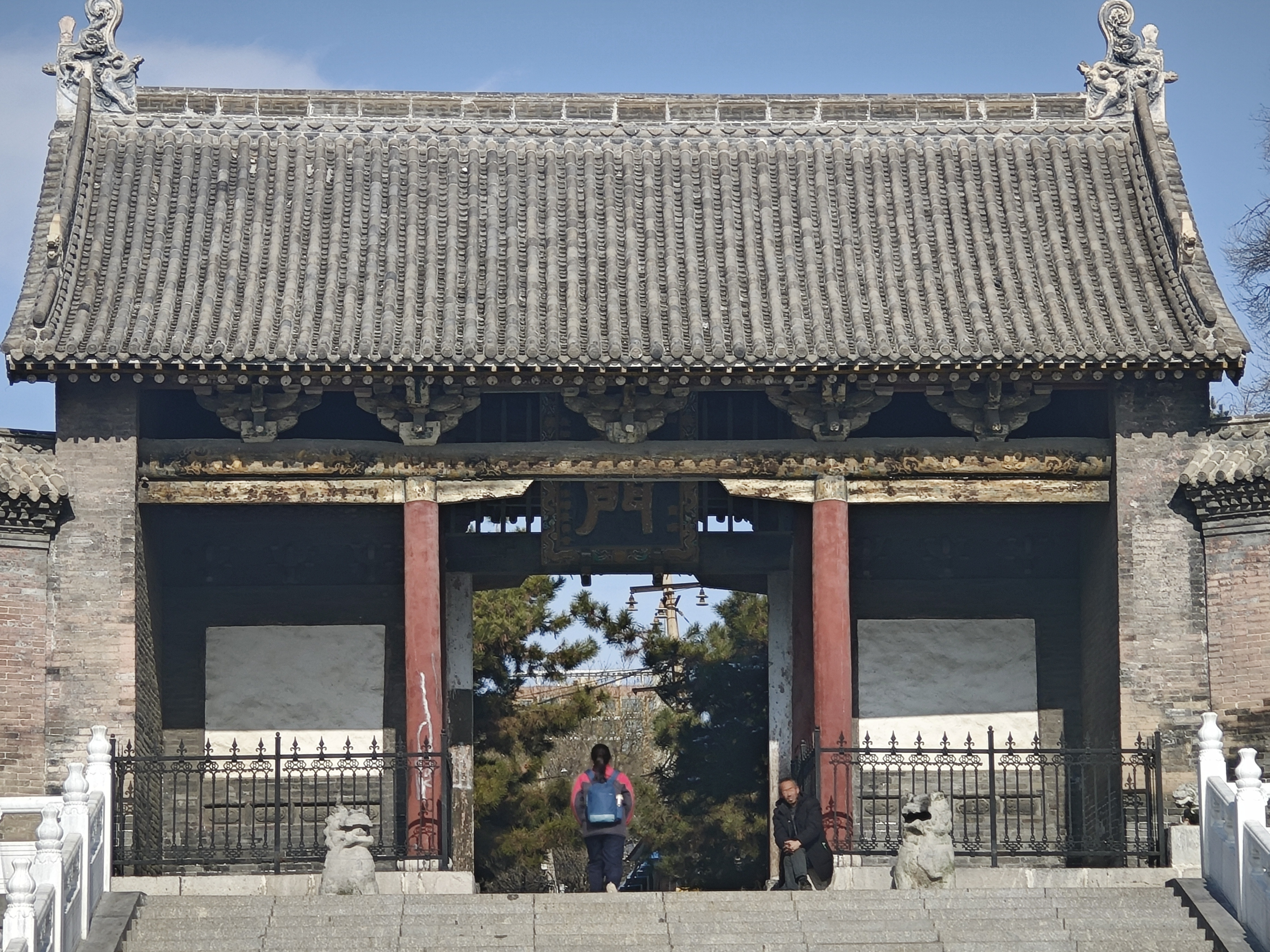
上党门，位于长治二中南侧

## 历史
潞安府衙创建于隋开皇年间，元泰定二年（1325年）毁于兵火，泰定三年重建公廨厅堂等，明洪武三年（1370年）重建上党门门庭，洪武三十一年（1398年）增建钟楼，成化七年（1471年）增建鼓楼，弘治三年（1490年）重修。

## 建筑
府衙坐北朝南，占地面积1445平方米，现存大门、钟鼓楼、府二堂、办公院、西花园等建筑。
上党门包括中间的大门和两侧的钟楼、鼓楼，均位于高台之上。
钟楼位于东侧，建于洪武年间，悬匾“风驰”。鼓楼位于西侧，建于天顺年间，悬匾“云动”。

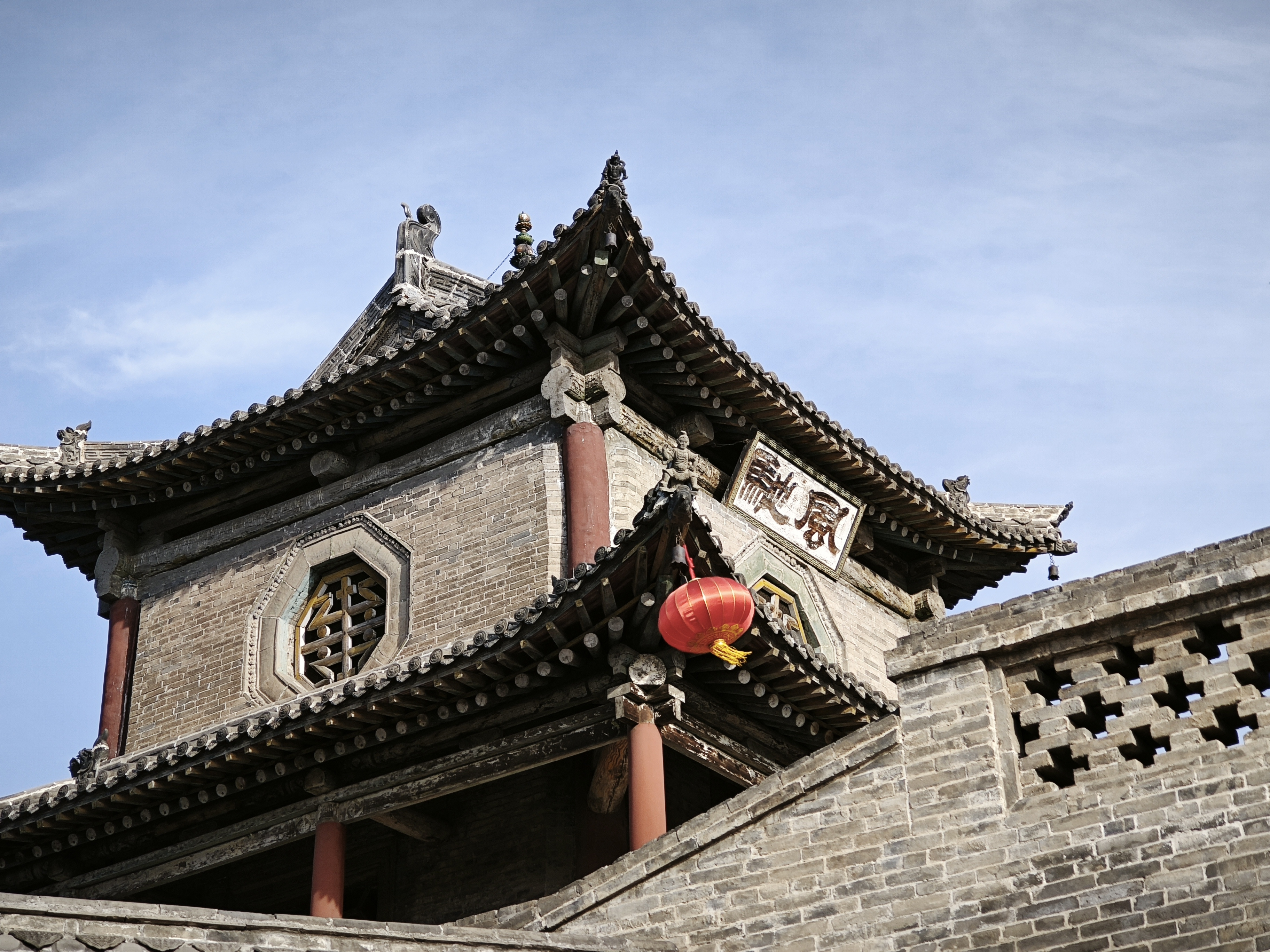
东侧钟楼，上书“风驰”二字

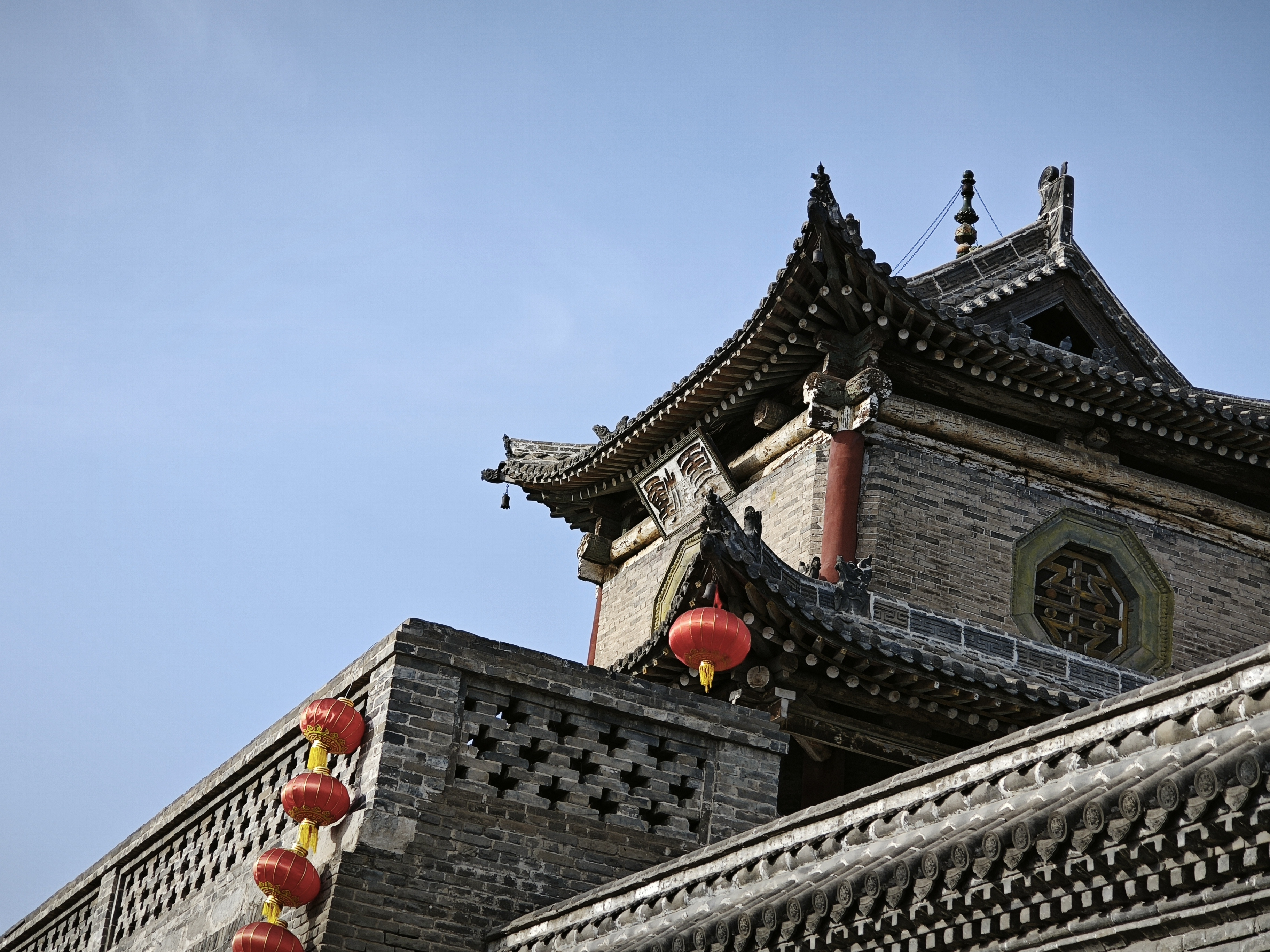
西侧钟楼，上书“云动”二字

## 保护
2006年5月25日，潞安府衙公布为第六批全国重点文物保护单位，编号6-474。